# Heath Ledger
Heath Andrew Ledger (Perth, 1979. április 4. – Manhattan, 2008. január 22.) Oscar-, BAFTA- és Golden Globe-díjas ausztrál színész.

## Élete és pályafutása
Heathcliff Andrew Ledger néven született Nyugat-Ausztrália fővárosában, Perth-ben skót, angol és ír felmenőkkel rendelkező családba, anyja Sally Ledger Bell (született Ramshaw) franciatanárnő, apja Kim Ledger autóversenyző és bányamérnök. Heathet és testvérét, Kate-et Emily Brontë klasszikusának, az Üvöltő szeleknek két főszereplőjéről nevezték el (Heathcliff és Catherine). Ledger a Guildford Grammar School gimnáziumba járt, ahol először szerepelt színpadon, Pán Péter szerepében, 10 évesen.
16 évesen döntött úgy, hogy filmes karrierbe kezd, legjobb barátjával, Trevor DiCarlóval Sydneybe utaztak. Majd visszatért Perthbe, és elvállalta Snowy Bowles szerepét a Sweat című sorozatban 1996-ban, melyben egy homoszexuális kerékpározót játszott.
1996-ban elvállalt egy szerepet a rövid életű Roar című sorozatban is, majd az 1997-ben bemutatott ausztrál filmben, a Blackrockban kapott szerepet. Első jelentős főszerepét a 10 dolog, amit utálok benned című tinivígjátékban játszotta el. Abban az évben játszhatta el a Kéz és ököl című film főszerepét is.
Kevesen tudták róla, hogy egy videóklipet is szeretett volna megrendezni. Ez majdnem sikerült is neki, de a Modest Mouse zenekar King Rat című videójának munkálatait sajnos már nem tudta befejezni. A komoly üzenettel bíró, felkavaró animációs klipet a The Masses nevű cég, melyben Ledger is dolgozott fejezte be 2009-ben.

## Magánélete
Ledger 2002 augusztusától 2004 áprilisáig Naomi Watts színésznővel volt együtt, akivel a Ned Kelly forgatása alatt ismerkedett meg. Előtte Lisa Zane-nel és Heather Grahammel járt.
Ledger Michelle Williams színésznőt jegyezte el, akivel a Túl a barátságon forgatásán ismerkedett meg. Tőle 2005. október 28-án kislánya született, Matilda Rose. A kislány keresztszülei Jake Gyllenhaal és Busy Philipps.

## Halála és temetése
Heath Ledger 28 éves korában hunyt el. 2008. január 22-én manhattani lakásán holtan találta házvezetőnője. Halálát a toxikológiai vizsgálat nyilvánosságra hozott eredménye szerint a szervezetében hat különféle, receptre kapható gyógyszer (ebből három benzodiazepin) véletlen túladagolása okozta. Bár a szervezetében talált gyógyszerek közül egyikből sem találtak a megengedettnél nagyobb mennyiséget, a több különböző gyógyszer együttes hatása összeadódva halálosnak bizonyult. Halála előtt álmatlanságban szenvedett, az utolsó szerepe (a Batman Jokere) nagyon megviselte. „A testem kimerült volt, de az agyam nem bírt leállni.” – nyilatkozta nem sokkal halála előtt. A családja szerint viszont a szerepnek semmi köze nem volt a halálához, az altatók és megfázásra szedett gyógyszerek együttes hatása végzett vele.
Ledger holttestét hazaszállították Ausztráliába, ahol zártkörű ceremónia keretében temették el.
A 81. Oscar-gálán posztumusz ítélték oda neki a legjobb férfi mellékszereplőnek járó Oscar-díjat élete utolsó befejezett alakításáért, Joker szerepéért A sötét lovag című filmben.

## Filmográfia

### Film
Posztumusz megjelenés
| Év   | Magyar cím                               | Eredeti cím                         | Szerep                   | Magyar hang    |
| ---- | ---------------------------------------- | ----------------------------------- | ------------------------ | -------------- |
| 1997 |                                          | Blackrock                           | Toby Ackland             |                |
| 1997 | Tappancsok                               | Paws                                | Oberon                   |                |
| 1999 | 10 dolog, amit utálok benned             | 10 Things I Hate About You          | Patrick Verona           | Görög László   |
| 1999 | Kéz és ököl                              | Two Hands                           | Jimmy                    | Dévai Balázs   |
| 2000 | A hazafi                                 | The Patriot                         | Gabriel Martin           | Simonyi Balázs |
| 2001 | Lovagregény                              | A Knight's Tale                     | William Thatcher         | Stohl András   |
| 2001 | Szörnyek keringője                       | Monster's Ball                      | Sonny Grotowski          | Dolmány Attila |
| 2002 | A gyávaság tollai                        | The Four Feathers                   | Harry Faversham          | Stohl András   |
| 2003 | Ned Kelly – A törvényen kívüli           | Ned Kelly                           | Ned Kelly                | Viczián Ottó   |
| 2003 | A bűn rendje                             | The Order                           | Alex Bernier             | Lux Ádám       |
| 2005 | Dogtown urai                             | Lords of Dogtown                    | Skip Engblom             | Viczián Ottó   |
| 2005 | Grimm                                    | The Brothers Grimm                  | Jacob Grimm              | Hevér Gábor    |
| 2005 | Brokeback Mountain – Túl a barátságon    | Brokeback Mountain                  | Ennis del Mar            | Kamarás Iván   |
| 2005 | Casanova                                 | Casanova                            | Giacomo Casanova         | Fekete Ernő    |
| 2006 | Candy                                    | Candy                               | Dan Carter               | Stohl András   |
| 2007 | I'm Not There – Bob Dylan életei         | I'm Not There                       | Robbie Clark / Bob Dylan | Stohl András   |
| 2008 | A sötét lovag                            | The Dark Knight                     | Joker                    | Stohl András   |
| 2009 | Doctor Parnassus és a képzelet birodalma | The Imaginarium of Doctor Parnassus | Tony Shepard             | Varga Gábor    |
| 2017 |                                          | I Am Heath Ledger (dokumentumfilm)  | önmaga (archív felvétel) |                |

### Televízió
| Év   | Magyar cím               | Eredeti cím     | Szerep       | Megjegyzések |
| ---- | ------------------------ | --------------- | ------------ | ------------ |
| 1992 |                          | Clowning Around | árva bohóc   | tévéfilm     |
| 1993 | Isten hozta szigetünkön! | Ship to Shore   | kerékpáros   | 3 epizód     |
| 1996 |                          | Sweat           | Snowy Bowles | 26 epizód    |
| 1997 | Otthonunk                | Home and Away   | Scott Irwin  | 10 epizód    |
| 1997 |                          | Roar            | Conor        | 13 epizód    |

### Videóklipek
| Év   | Előadó          | Cím                           | Megjegyzések                     |
| ---- | --------------- | ----------------------------- | -------------------------------- |
| 2005 | N'fa            | Seduction is Evil (She's Hot) | rendező                          |
| 2006 | Ben Harper      | Morning Yearning              | rendező                          |
| 2007 | Nick Drake      | Black Eyed Dog                | rendező és szereplő (önmagaként) |
| 2009 | Grace Woodroofe | Quicksand                     | rendező                          |
| 2009 | Modest Mouse    | King Rat                      | rendező                          |
| 2009 | N'fa            | Cause an Effect               | rendező                          |

## Díjak és jelölések
Kéz és ököl (1999)
- Australian Film Institute (AFI) Awards (Legjobb főszereplő)

Ned Kelly – A törvényen kívüli (2003)
- AFI Award jelölés (Legjobb főszereplő)

Brokeback Mountain – Túl a barátságon (2005)
- Oscar-díj jelölés (Legjobb főszereplő)
- Golden Globe jelölés (Legjobb drámai főszereplő)
- BAFTA-díj jelölés (Legjobb főszereplő)
- SAG jelölés (Legjobb főszereplő, Best Ensemble Cast)
- AFI Award (Legjobb főszereplő)

Candy (2006)
- AFI Award jelölés (Legjobb főszereplő)
- IF Award jelölés (Legjobb színész)
- FCCA Award jelölés (legjobb színész)

sötét lovag (2008)
- Oscar-díj (legjobb férfi mellékszereplő)
- Golden Globe-díj (legjobb férfi mellékszereplő)
- BAFTA-díj (legjobb férfi mellékszereplő)